# Auckland City FC
Câu lạc bộ bóng đá Auckland City là một câu lạc bộ bóng đá có trụ sở tại Auckland, thành phố lớn nhất của New Zealand. Câu lạc bộ hiện đang thi đấu tại ASB Premiership (trước đây gọi là Giải vô địch bóng đá New Zealand), hạng đấu cao nhất của quốc gia này.
Auckland City giành vô địch trong mùa giải cũng như Grand Final sáu lần. Họ tranh tài tại giải đấu cấp câu lạc bộ của Liên đoàn bóng đá châu Đại Dương (OFC) là OFC Champions League, nơi mà họ đã 7 lần lên ngôi với lần gần nhất là năm 2015. Với vị trí thứ ba năm 2014 họ trở thành đội bóng duy nhất của OFC vào tới bán kết của FIFA Club World Cup. Họ cũng là đội duy nhất giành cú ăn ba ba lần.

## Danh hiệu
Quốc tế

- FIFA Club World Cup:

Huy chương Đồng (1): 2014.
Châu lục

- OFC Champions League:

Vô địch (7): 2006, 2009, 2011, 2012, 2013, 2014, 2015.
- OFC President's Cup:

Champions (1): 2014.
Quốc gia

- Giải vô địch bóng đá New Zealand/ASB Premiership:

Thứ nhất (6): 2004–05, 2005–06, 2009–10, 2011–12, 2013–14, 2014–15.
Vô địch (6): 2005, 2006, 2007, 2009, 2014, 2015.
- ASB Charity Cup

Vô địch (3): 2011–12, 2013–14, 2015–16

## Đội hình hiện tại

### Đội một
Tính đến ngày 13 tháng 10 năm 2015
Ghi chú: Quốc kỳ chỉ đội tuyển quốc gia được xác định rõ trong điều lệ tư cách FIFA. Các cầu thủ có thể giữ hơn một quốc tịch ngoài FIFA.
| Số | VT | Quốc gia    | Cầu thủ                                |
| -- | -- | ----------- | -------------------------------------- |
| 2  | HV | Serbia      | Marko Đorđević (mượn từ Radnički 1923) |
| 3  | HV | Nhật Bản    | Takuya Iwata                           |
| 4  | TV | Croatia     | Mario Bilen                            |
| 5  | HV | Tây Ban Nha | Ángel Berlanga                         |
| 6  | HV | New Zealand | Jesse Edge                             |
| 7  | TV | Tây Ban Nha | Mikel Álvaro                           |
| 8  | TV | New Zealand | Michael den Heijer                     |
| 9  | HV | Anh         | Darren White                           |
| 10 | TĐ | New Zealand | Ryan De Vries                          |
| 11 | TV | New Zealand | Te Atawhai Hudson-Wihongi              |
| 12 | TV | New Zealand | Adam McGeorge                          |
| 13 | TV | Hàn Quốc    | Kim Dae-wook                           |

| Số | VT | Quốc gia         | Cầu thủ                    |
| -- | -- | ---------------- | -------------------------- |
| 14 | TV | New Zealand      | Clayton Lewis              |
| 15 | TV | New Zealand      | Ivan Vicelich (Đội trưởng) |
| 16 | TV | New Zealand      | Cameron Lindsay            |
| 17 | TĐ | Bồ Đào Nha       | João Moreira               |
| 18 | TM | New Zealand      | Danyon Drake               |
| 19 | TV | Quần đảo Solomon | Micah Lea'alafa            |
| 20 | TĐ | Argentina        | Emiliano Tade              |
| 21 | TĐ | New Zealand      | Nathaniel Hailemariam      |
| 22 | HV | New Zealand      | Andrew Milne               |
| 23 | TV | New Zealand      | Sam Burfoot                |
| 24 | TM | New Zealand      | Jacob Spoonley             |

### Khoác áo ĐTQG New Zealand
- Jacob Spoonley (TM)
- James Pritchett (HV)
- Ivan Vicelich (HV)
- Cameron Lindsay (TV)
- Adam McGeorge (TV)
- Clayton Lewis (TV)
- Ryan De Vries (TĐ)

### Ban huấn luyện
| Vị trí                 | Tên              |
| Huấn luyện viên trưởng | Ramon Tribulietx |
| Trợ lý HLV             | Ryan Faithfull   |
|                        | Andy Peat        |
|                        | Ivan Vicelich    |
| HLV thủ môn            | Simone Naddi     |

### Đội ngũ y tế
| Vị trí          | Tên              |
| Vật lý trị liệu | Justin Lopes     |
|                 | Matt Payne       |
| Bác sĩ CLB      | Dr Craig Panther |

### Đội ngũ truyền thông
| Vị trí                | Tên            |
| Giám đốc truyền thông | Gordon Watson  |
| Photographer          | Shane Wenzlick |